# Mangrove Cays
Mangrove Cays är öar i Belize. De ligger i distriktet Toledo, i den södra delen av landet, 120 km söder om huvudstaden Belmopan.